# Agne Simonsson
Agne Simonsson (født 19. oktober 1935 i Göteborg, Sverige, død 22. september 2020) var en svensk fodboldspiller og træner, der som angriber på Sveriges landshold var med til at vinde sølv ved VM i 1958 på hjemmebane. I alt nåede han at spille 51 landskampe og score 27 mål.
Johansson spillede på klubplan primært hos Örgryte IS i sin fødeby, men havde også ophold i Spanien hos Real Madrid og Real Sociedad. Han blev i 1959 kåret til Årets fodboldspiller i Sverige.